# Jackie Chan Stuntmaster
Jackie Chan Stuntmaster é um jogo eletrônico para PlayStation lançado em 2000. Baseado em cenas de filmes do ator Jackie Chan e em algumas ideias do mesmo, o jogo é hoje considerado um clássico do gênero beat 'em up.

## História
O jogo conta a história de um jovem entregador (Jackie Chan) que teve a missão de entregar um pacote em um templo de artes marciais chamado Temple of the Shaolin (Templo Shaolin). Neste mesmo dia, enquanto jantava em um restaurante, percebeu que seu avô estava sendo interrogado discretamente por cinco pessoas. Quando os cinco homens percebem que Jackie havia os descoberto, partem em fuga para não levantarem suspeita, mas Jackie continua seguindo-os.
Porém, seguindo na busca de seu avô, ele acaba num beco sem saída, de onde ele irá começar suas aventuras para salvar seu avô e reaver o pacote.

## Fases
O game é composto por 5 áreas com 3 fases cada e 1 chefão no final de cada área. Também possui uma fase bônus.
China Town: A primeira área do game consiste nas ruas do famoso bairro chinês de NY.
Waterfront: A segunda área do game consiste nos navios e portos da cidade.
Sewer: A terceira área do game consiste no esgoto e no sistema de metrô da cidade.
Roof Top: A quarta área do game consiste no interior e no teto dos prédios da cidade.
Factory: A quinta área do game consiste na fábrica do chefão final, Dante.
Temple of Shaolin: A fase bônus, o Templo de Shaolin, ela se abre após você coletar alguns dragões dourados. Ela não possui grandes desafios, porém muitos inimigos te atacam de uma vez algumas vezes, evite ficar em local que possam te encurralar e abuse do "Counter" quando te encurralarem. Essa fase serve para destravar o vídeo do making off do game (mas você tem que ter pegado todos os 20 dragões dourados).

## Personagens
Jackie Chan : Protagonista do game, quer resgatar seu avô, que foi sequestrado por bandidos.
Avô de Jackie Chan : Idoso tagarela que um dia é sequestrado por bandidos, fazendo seu neto tentar resgatá-lo.
Capangas : São os inimigos comuns do game. Suas vestimentas, estilos de luta e personalidades variam de área. Cada área tem seus "tipos" de capangas.
Chefões : São os inimigos finais de cada uma das áreas do jogo.

## Chefões
Chef : Primeiro chefão do game, trata-se de um bandido gordo dotado de talentos culinários. Ele é mal-humorado e gosta de atacar seus inimigos com panelas e agarrões. Chef guarda a área de Chinatown.
Barney : Segundo chefão do game, um marinheiro durão de mais de 2 metros de altura que briga com o auxílio de uma imensa barra de ferro. Ele é bastante resistente e com certeza um falastrão intimidador. Barney guarda a área de Waterfront.
Clown : Terceiro chefão do game, um palhaço alcoólatra lutador de boxe. Suas falas na luta contra Jackie indica que possui algum tipo de distúrbio mental, já que o mesmo considera o esgoto como seu mundo e um lugar normal para se viver. Ele tem um mímico franzino como guarda-costas. Clown guarda a área de Sewer.
Disco : Quarto chefão do game, um habilidoso dançarino de roupa extravagante e cabelo black power. Fala muitas gírias, adora músicas de discoteca, luta usando complexos passos de dança e tem uma ótima esquiva. Disco guarda a área de Roof Top.
Dante : Último chefão do game e o vilão do mesmo, ele é o chefão de todos os chefões acima. Dante foi quem teve o plano de sequestrar o avô de Jackie. Ele usa um kimono verde e tem um corte de cabelo estilo "samurai", além de ser especialista em artes marciais e habilidoso com explosivos. Dante guarda a área de Factory e o game.

### Itens
O jogo tem diversos itens:
Máscara de Dragão Vermelha: Cada área tem 30 máscaras de dragão vermelha (10 em cada fase), se você pegar todas elas ganhará uma Cabeça de Dragão Dourada.
Máscara de Dragão Dourada: Cada área tem 1 cabeça de dragão dourado para você coletar, você também ganha mais 3 coletando as dez máscaras de dragão vermelhas nos três níveis de cada área. Ao pegar todas as cabeças de dragão douradas (20 no total) você terá que ir ao templo de Shaolin (Temple of Shaolin) e passar da fase, desbloqueando assim o vídeo com o making off do jogo. Após pegar os 20 dragões dourados, Jackie passa à usar a roupa que ele usa no "Temple of Shaolin" o tempo todo.
Arroz: Você recupera 1/4 de vida.
Leite: Recupera 1/3 de vida.
Pacote de yakisoba: Recupera 1/2 da vida.
Símbolo de Cinema(Claquete): Ganha 1 vida.

## "Grade" ou Nota
A nota é a avaliação feita pelo CPU com base em seu desempenho durante determinada fase. Pode variar entre F, E, D, C, B, A e A+. se tirar A ou A+, o jogador ganha 2 vidas. Para definir esta nota, são avaliados:
Combo(sequência): É a famosa sequência. Tente dar combos longos (8 à 15 hits) ou ligados (3 chutes em um adversário + 5 socos em outro = 8 Hits).
Fight(combate): É o se desempenho no combate. Evite levar golpes dos adversário repetidamente e use Counter para se defender caso esteja numa situação complicada. Também tente fazer sequencias variadas (soco, soco, chute/chute, chute, soco, chute/ soco, soco, soco, chute, chute...etc).
Style(estilo): É o uso de diversos recursos para detonar os inimigos. Bata neles com pedaços de pau, tampas de bueiro, ative barris explosivos, arremesse os inimigos contra cercas e tambores quebráveis. Enfim, utilize o ambiente para ganhar pontos de estilo.

## Jogabilidade e movimentos
Apesar do gráfico não ter muito realismo, assim como as personagens, o jogo possui uma jogabilidade incrivelmente boa, com comandos simples, mas suficientes. nada que deixe o jogo exagerado como rodopios fantásticos ou armas de munição infinita. Os movimentos foram feitos pelo próprio Jackie Chan e consistem basicamente em soco(Punch), chute(Kick), pulo(Jump), agarrão (Grab), rolar no chão(Dive Roll) e contra-ataque(Counter). Combinados de forma adequada, podem ser essenciais e muito divertidos de se aplicar. Além de marcas registradas de Jackie Chan como o famoso "pulo na parede". A dificuldade fica por parte do timing do jogo, que deve ser cronometrado pelo jogador meticulosamente pois, um deslize, e os inimigos dão socos e pontapés. Outro fator que aumenta a diversão é a variedade de instrumentos que o Jackie utiliza para atacar e defender como vassouras, panelas, mesas, cadeiras, etc, cada um com sequencia de golpes diferentes. O diálogo entre Jackie e os inimigos também são hilários.